# نظام إحداثيات سيغما

مقطع عرضي للغلاف الجوي من فوق التضاريس الأرضية موضح بتمثيل إحداثيات سيجما. وتقسم نماذج النطاق المتوسط الغلاف الجوي عموديًا باستخدام الرسومات المشابهة لما هو معروض هنا.

يعد نظام إحداثيات سيغما نظام إحداثيات شائعًا يستخدم في النماذج الحسابية لكل من علم المحيطات وعلم الطقس وغير ذلك من المجالات التي تتعلق بجريان الموائع. ويحصل نظام الإحداثيات هذا على اسمه من المتغير المستقل المُستخدم في تمثيل مستوى الضغط المقيس.
تشمل النماذج التي تستخدم نظام إحداثيات سيغما نموذج برنستون للمحيطات (POM)، والنموذج البيئي الحركي الكهربائي المائي المزدوج للبحار الصخرية الإقليمية (COHERENS)، ونظام التنبؤ المتكامل الخاص بالمركز الأوروبي للتنبؤات الجوية متوسطة المدى (ECMWF) وغيره من النماذج المختلفة للتنبؤ الرقمي للطقس.

## الوصف
قد يُقاس الضغط في أعلى نقطة {\displaystyle p} من خلال ضغط السطح {\displaystyle p_{0}}، أو أحيانًا قليلة عندما يكون الضغط في قمة النطاق المحدد {\displaystyle p_{T}}. في نظام إحداثيات سيغما، إذا تم تقسيم مقياس سيجما بالتساوي، حينئذٍ فإنه في كل نقطة في السطح يكون لدى كل طبقة رأسية عند هذه النقطة السُمك ذاته. وينقص سُمك كل طبقة بارتفاع السطح، حيث يتم ضغطها معًا ويتم تخفيض إجمالي المدى العمودي.
ويسمح نظام إحداثيات سيغما بمتابعة تضاريس النموذج؛ حيث إن التضاريس تكون منحدرة بشدة؛ ومن ثم أسطح سيغما. وهذا يسمح للحقول الدائمة، مثل درجة الحرارة، أن يتم تمثيلها بسلاسة على الطبقات السفلى في النموذج. فضلاً عن ذلك، ومع طبيعة انحدار الدالة الأسية للكثافة داخل الغلاف الجوي، تقدم إحداثيات سيغما قدرًا أكبر من الانحلال بالقرب من السطح. وتتطلب الطبيعة المنحدرة لأسطح الإحداثيات استيفاءً إضافيًا لقوة ضغط الإمالة وتجانس التضاريس الذي يمكن أن يتسبب غالبًا في تجاوز نطاق الحدود الفعلية للأرض.

## هجائن إحداثيات سيغما

### ضغط سيغما الهجين
تستخدم بعض نماذج الغلاف الجوي مخطط إحداثي ضغط سيغما، الذي يجمع الطبقات المقاومة لسيغما في أسفل (التضاريس التالية) مع تساوي ضغط (مقوم للضغط) الطبقات العليا. وتكون الطبقات العلوية متساوية الضغط الجوي بصفة عامة أكثر قابلية للتشكيل من الناحية العادية (حيث إنها الأكثر تسطيحًا)، وعلى وجه التحديد الأكثر قابلية للتشكيل بالنسبة لحسابات النقل الإشعاعي (يعد هذا مهمًا لاستيعاب ملاحظات إشعاعات الأقمار الصناعية). وتتسم بعض النماذج (على سبيل المثال، 2009 NAM) بأن لديها نطاق سيغما نقي في المستويات الانتقالية السفلية والمحددة، أما بالنسبة للمستويات العليا فجميع الطبقات يتساوى الضغط فيها تمامًا. أما النماذج الأخرى (مثل، نظام التنبؤات الجوية العالمي "GFS") تنتقل تدريجيًا من نطاق سيغما إلى الضغط المتعادل، الذي يتجنب العوامل الاصطناعية العددية في مستوى الانتقال.

### كثافة سيغما الهجينة
تستخدم بعض النماذج الخاصة بعلم المحيطات الإحداثيات التي تنتقل بطريقة مماثلة من الكثافة (حالة تعادل الكثافة) إلى إحداثيات سيغما في مناطق الصخور الساحلية الضحلة.